# Синиця золоточуба
Синиця золоточуба (Melanochlora sultanea) — вид горобцеподібних птахів родини синицевих (Paridae).

## Поширення

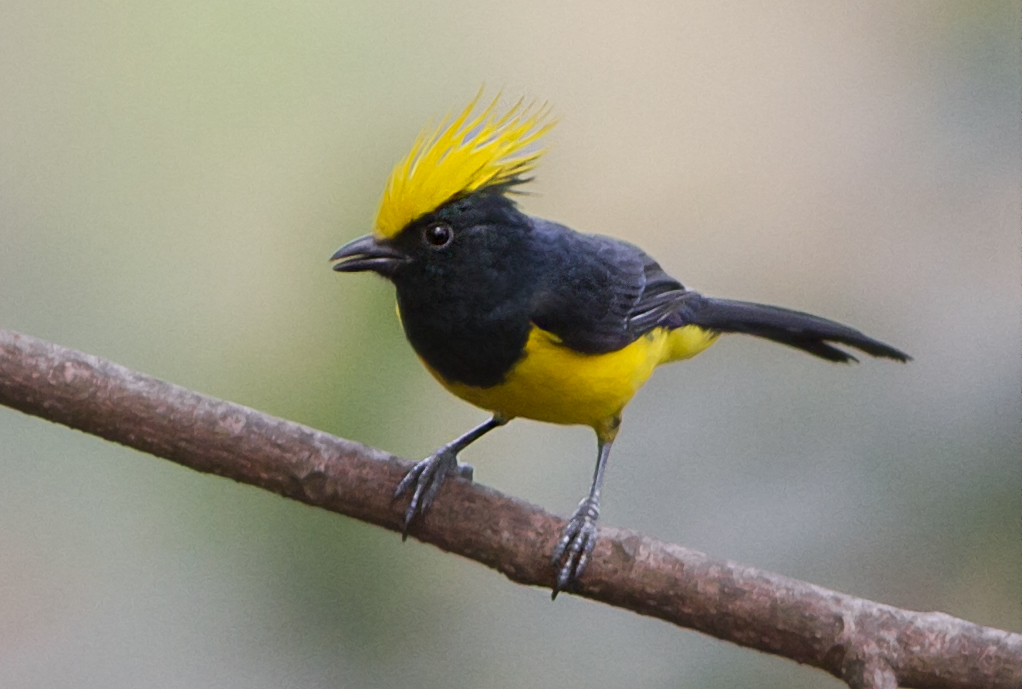

Птах поширений в Південно-Східній Азії від Непалу до острова Хайнань на південь до Малайського півострова. Живе у різних лісах.

## Опис
Птах завдовжки до 20 см, з них на хвіст припадає 10 см. Голова, горло, спина, крила та хвіст чорні з металевим зеленкуватим відтінком. Хвіст має білі кінчики. На голові є досить великий чубчик та лоб жовтого кольору. Черево також жовтого кольору. У самиць є лицьова маска зеленкувато-коричнева, горло оливкове. Дзьоб чорний, очі темно-карі, ноги сірі.